# Yelle (groupe)
Pour les articles homonymes, voir Budet et Yelle.
Yelle est un groupe d’électro-pop français formé en 2005, composé de la chanteuse Julie Budet et du producteur Jean-François Perrier, alias Grand Marnier. Le duo est reconnu pour ses sonorités pop électroniques mêlées à une esthétique colorée et ironique, et pour avoir contribué à populariser la French touch de la fin des années 2000 à l’international.
Découvert sur Internet en 2005, via le réseau social MySpace, Yelle compte quatre albums à son actif, Pop Up en 2007, Safari Disco Club en 2011, Complètement fou en 2014 et L’Ère du Verseau en 2020, ainsi que quelques EP sortis sur le label parisien Kitsuné. Le groupe est réputé pour avoir parcouru le monde et donné plus de 350 concerts, notamment aux États-Unis où il connaît un succès important. Yelle est active sur YouTube depuis le 28 octobre 2005, ce qui fait d'elle le compte francophone le plus ancien.

## Biographie

### Débuts

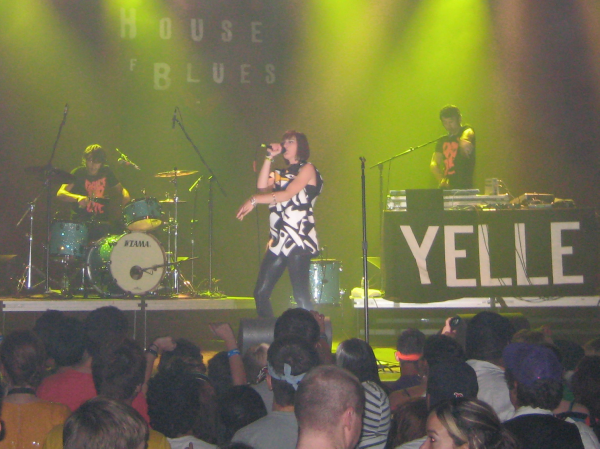
Yelle en concert au House of Blues à Dallas en 2008

Julie Budet est née le 17 janvier 1983 à Saint-Brieuc en Bretagne, d'un père auteur-compositeur-interprète breton, François Budet, et d'une mère éducatrice et féministe.
En 2000, elle fait la rencontre de Jean-François Perrier, alias Grand Marnier, qui deviendra son compagnon. Il lui fait partager son goût pour le rap et la musique électronique. Cinq ans plus tard, elle accepte de collaborer avec le DJ, qui cherche une voix féminine pour ses compositions.
Julie Budet avait d'abord choisi YEL (acronyme de You Enjoy Life) comme nom d'artiste, puis d'y ajouter « le » pour le féminiser.

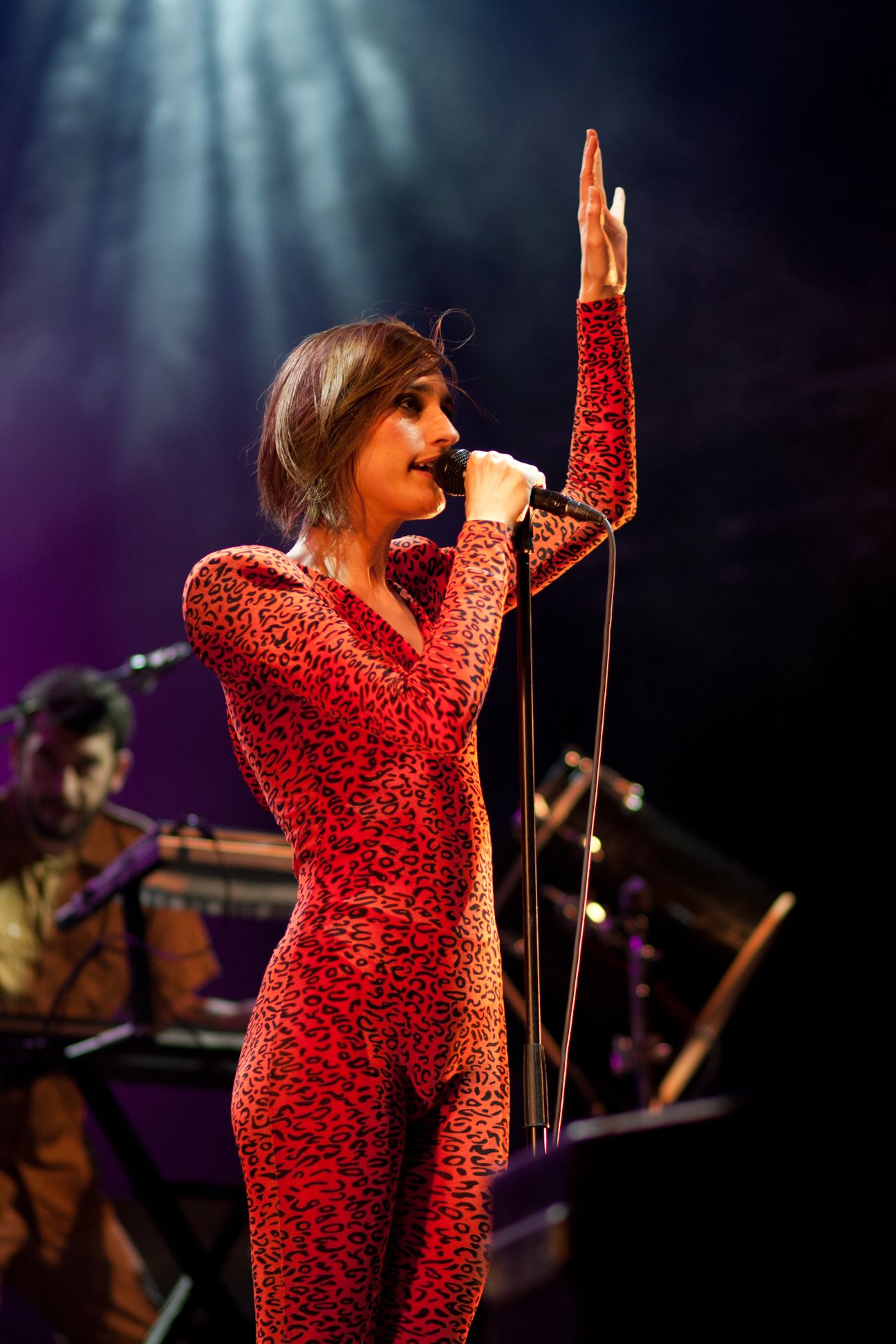
Yelle lors d'un concert en 2011.

### Découverte sur MySpace (2005 - 2006)
Yelle a été découvert grâce au réseau social MySpace. Le 22 septembre 2005, le groupe y publie le morceau Je veux te voir, conçu comme une réponse aux paroles jugées machistes de certains groupes de rap et notamment TTC et son chanteur Cuizinier. Avec sa booty-pop, son rythme électro, et son ton provocateur, Je veux te voir, est rapidement devenu populaire, cumulant plus de 125 000 écoutes sur MySpace. Repérée par le label indépendant, Source Etc., Yelle enregistre son premier maxi vinyle : le disque Je veux te voir qui sort en août 2006. Sa popularité fait que Michaël Youn invite le groupe sur l'album des Fatal Bazooka : Julie Budet y interprète en duo avec lui la chanson Parle à ma main. Dans le clip, elle joue son propre rôle tandis que Michaël Youn campe plusieurs personnages (Christelle Bazooka et son frère Fatal).
Grâce au succès de son single, Yelle multiplie les concerts, notamment à la Flèche d'or le 24 novembre 2006, aux Vieilles Charrues d'hiver le 10 mars 2007 ou au festival Les Femmes s'en mêlent en avril 2007.

### Pop Up, le premier album (2007 - 2010)
Son premier album intitulé Pop Up sort le 3 septembre 2007. Il s'avère très influencé par les musiques françaises des années 1980. Le quotidien Libération évoque une « pop à la Lio », tandis que Les Inrockuptibles perçoit les « ritournelles synthétiques de Jacno ou d’Alain Chamfort » mêlées au hip-hop et à l'électro. Cette influence est assumée par Yelle dans une interview : « C'est une époque où les artistes, comme les Rita Mitsouko, se donnaient beaucoup de liberté au niveau du son, et nous aimons ça ». L'album comporte d'ailleurs la reprise de la chanson À cause des garçons du duo féminin du même nom des années 1980. Le clip version tecktonick (danse populaire dans les années 2006 à 2008), dans lequel danse le crew Tecktonick a été plus utilisé que la version originale de la chanteuse.
Dans la foulée de la sortie de l'album, Yelle assure la première partie de la tournée française de Mika en octobre 2007. Un an plus tard, en octobre 2008, le groupe effectue une série de concerts aux États-Unis, et joue notamment au prestigieux festival américain Coachella. Outre-Atlantique, elle réalise un remix de Hot N Cold de Katy Perry. Yelle voit sa chanson Ce Jeu se faire sampler par le groupe de hip-hop alternatif Chiddy Bang pour leur chanson Fresh Like Us...
Entre 2007 et 2011, l'album Pop-up se vend à 120 000 exemplaires dans le monde. Le 14 décembre 2007, soit deux mois et demi après la sortie de l'album, Pop-up est certifié disque d'or en France. En 2015, le site musical américain Thump place l'album Pop-up parmi les 99 meilleurs albums dance de tous les temps : l'album se classe 59e.
En parallèle, Yelle enregistre le morceau Cooler Couleur pour l'album des Crookers et participe au iTunes Foreign Exchange avec la chanteuse suédoise Robyn, en créant une version française de la chanson Who's That Girl version rebaptisée pour l'occasion Qui est cette fille ?.
Le groupe a également participé à la bande son du jeu Super Monkey Ball: Step & Roll . Pour la musique du monde 7 sous le titre " Emmene moi au futur " On retrouve Julie Budet au chant sur les parties en français

### Safari Disco Club(2011–2013)
Le deuxième album studio de Yelle, Safari Disco Club, sort le 14 mars 2011 en France, le 21 mars au Royaume-Uni, et le 29 mars au Canada et aux États-Unis. Il est produit par Jean-François Perrier (Grand Marnier), Tanguy Destable (Tepr) et Moritz Friedrich (Siriusmo).  
Le single éponyme Safari Disco Club est publié le 10 janvier 2011, suivi d’un clip diffusé le 1er mars 2011. Les autres extraits de l’album incluent Que veux-tu et Comme un enfant.  
L’album reçoit un accueil globalement positif, avec une note moyenne de 69/100 sur Metacritic. Slant Magazine salue son énergie dancefloor et le mélange de sonorités vintage et modernes, tandis que MondoSonoro loue sa sophistication pop.  
Pour promouvoir l’album, Yelle entame une tournée mondiale de 150 dates qui comprend une série de 14 concerts au Royaume-Uni en première partie du California Dreams Tour de Katy Perry en mars 2011, une participation au festival Coachella en avril 2011, une tournée nord-américaine incluant New York, Montréal, Chicago et Los Angeles, des dates en Europe, Amérique latine, Asie (Japon, Hong Kong) et Océanie.  
Musicalement, Safari Disco Club mêle électro-pop, influences dancehall et synthétiseurs rétro. Les textes abordent des thèmes allant de l’innocence enfantine (Comme un enfant) au changement (Le grand saut) et à la finitude (S’éteint le soleil). Julie déclare à Amoeba Music (en) que le groupe est inspiré musicalement par des artistes comme Etienne Daho et Rage Against the Machine. Elle déclare aussi avoir voulu être chanteuse en entendant l'œuvre de Kate Bush et que l'album Lionheart a inspiré Safari Disco Club.

### Complètement fou(2014 - 2019)
Le troisième album, Complètement fou sort le 30 septembre 2014. Coproduit par l’américain Dr. Luke et le français Tacteel,, l’album se distingue par ses sonorités pop-électro éclatantes, ses « jeux de mots imagés » et ses « doubles sens ». Porté par les singles Complètement fou, Ba$$in et Moteur Action, il séduit particulièrement le public nord-américain et entraîne Yelle dans une vaste tournée mondiale, The Fall Tour (2014-2015), qui confirme la solidité de leur réputation sur scène.
En 2016, Julie Budet joue dans le court-métrage La Musique à l'eau de Claude Duty tourné sur la côte normande. La chanson Perdus qu'elle interprète sert de bande-son au générique de fin.
Le 23 décembre 2016, le groupe publie le single Ici & Maintenant (Here & Now), accompagné d’un clip avec la présence de Nathan Barnatt qui représente le côté fou de Yelle pendant que celle-ci passe une journée normale aux États-Unis.
Le 7 avril 2017, le single Interpassion voit le jour, accompagné d’un clip vertical tourné en format portrait. On y retrouve Julie Budet dans un gymnase, portant un pull blanc orné du titre de la chanson en noir ; seules les lettres formant « PENIS » apparaissent en rouge et bleu. Cette anagramme visuelle sert également de pochette au single.
À la rentrée 2017, Yelle collabore avec le duo électronique américain Oliver sur le titre Heterotopia, extrait de leur album Full Circle. Le 20 septembre 2017, le groupe dévoile le single Roméo, suivi dès le lendemain d’une lyric video où Julie danse sur un montage d’extraits de films des années 1980 et 1990.
À la rentrée 2017, le groupe américain d'électronique Oliver publie son album Full Circle. Yelle y participe sur le morceau Heterotopia.
Après The Fall Tour, Yelle reprend la route avec le Yelle Club Party Tour (2017-2019), une tournée de 62 concerts à travers l’Europe, l’Amérique du Nord et l’Amérique latine. Ce cycle de spectacles festifs et interactifs assoit leur image d’artistes de scène infatigables et entretient un lien fort avec leur public international.
En 2018, Julie Budet apparaît dans la mini-série d’ Arte J'ai deux amours, dont la bande originale est composée par Yelle. L’année suivante, elle prête sa voix au titre Diane pour la chaîne YouTube et le projet narratif interactif (ARG) "Dad", où son personnage est représenté par un téléphone.

### L’Ère du Verseau(2020 - 2024)
Après quelques années à ne publier que des singles, Yelle sort en 2020  L’Ère du Verseau, enregistré entre la Bretagne et la Suède avec le producteur Björn Yttling (Peter Bjorn and John). L’album, plus introspectif tout en conservant une énergie pop, explore de nouveaux territoires sonores. Il est soutenu par les singles Je t’aime encore sorti le 28 avril 2020 et Karaté.
Entre 2021 et 2024, Yelle reprend les concerts en France et à l’international, malgré les aléas liés à la pandémie. Leur esthétique scénique reste marquée par un mélange de minimalisme chic et d’exubérance.

### Actualité et activités récentes (depuis 2025)
En 2025, Yelle annonce initialement une tournée internationale, incluant plusieurs dates en Amérique du Nord. Cependant, au printemps, le duo communique l’annulation de la partie américaine de la tournée, invoquant des raisons logistiques et personnelles,,. En parallèle, ils poursuivent leurs projets artistiques en studio et participent à divers festivals en Europe.
Le groupe a laissé entendre travailler sur de nouveaux morceaux, laissant présager un cinquième album dans les prochaines années. Yelle continue de cultiver un lien direct avec ses fans via les réseaux sociaux, en mêlant annonces officielles, clins d’œil visuels et engagement pour une scène pop francophone vivante et audacieuse.

### Vie privée
Le 8 novembre 2021, Yelle annonce être enceinte de son premier enfant sur son compte Instagram. En avril 2022, elle annonce la naissance de son premier enfant avec le DJ Grand Marnier.

## Discographie
- 2007 : Pop-up
- 2011 : Safari Disco Club
- 2014 : Complètement fou
- 2020 : L’Ère du Verseau

## Tournées

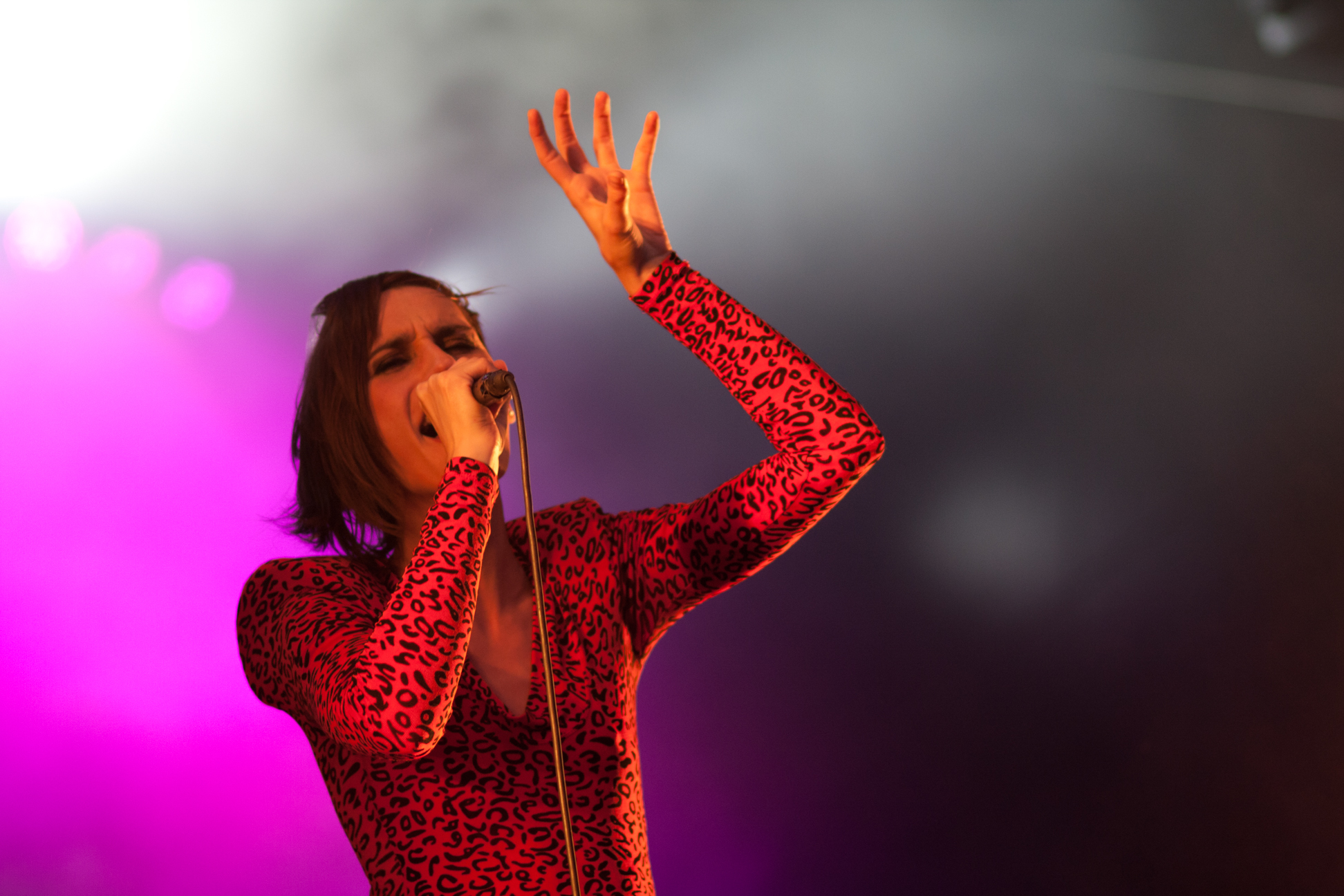
Yelle au BSF pendant le Safari Disco Tour, en 2011

En l’espace de quelques albums, Yelle a multiplié les tournées mondiales : C'est l'Amérique Tour (2008–2009) a permis à l’album Pop-Up de conquérir de nouveaux publics à travers le monde, notamment en Amérique ; le Safari Disco Tour (2011–2012) visait à promouvoir Safari Disco Club à travers plus de 150 dates en Amérique du Nord, en Amérique latine, en Asie, au Japon, à Hong Kong et en Australie. 
Depuis, le groupe a poursuivi son rythme avec plusieurs tournées mondiales, dont le Fall Tour (2014–2015, 43 dates) et Yelle Club Party Tour (2017–2019, 62 concerts) afin de promouvoir l’album Complètement fou), suivi de la tournée européenne L’Ère du Verseau Tour (2020–2021, 53 dates) et la tournée américaine Wanna Dance and Cry Tour (2023, 5 dates) pour l’album L’Ère du Verseau.
En 2025, pour célébrer ses 20 ans de carrière, Yelle a lancé une nouvelle tournée en Europe et en Amérique du Nord, cependant, la partie américaine a été annulée en raison d’un « climat politique très inquiétant » outre-Atlantique et de coûts désormais trop lourds pour le groupe.
| Année(s)  | Nom                         | Dates | Album soutenu     |
| --------- | --------------------------- | ----- | ----------------- |
| 2008-2009 | C'est l'Amérique Tour       | 200   | Pop-up            |
| 2011-2012 | Safari Disco Tour           | 150   | Safari Disco Club |
| 2014-2015 | Fall Tour                   | 43    | Complètement fou  |
| 2017-2019 | Yelle Club Party Tour       | 62    | Complètement fou  |
| 2020-2021 | L’Ère du Verseau Tour       | 53    | L’Ère du Verseau  |
| 2023      | Wanna Dance and Cry Tour    | 5     | L’Ère du Verseau  |
| 2025      | Yelle 20th Anniversary Tour | 10    | Tous              |